# Gayne Whitman
Pour les articles homonymes, voir Whitman.
Albert Gayne Whitman né le 19 mars 1890 à Chicago, mort le 31 août 1958 à Los Angeles, est un acteur américain de radio et de cinéma. Il apparait dans de nombreux films entre 1904 et 1957. Dans certains de ses premiers films, il est crédité de son nom de naissance, Alfred Vosburgh, Albert Vosburgh  ou Alfred Whitman. À la radio il incarne le rôle-titre dans Chandu the Magician (en), et est présentateur dans d'autres programmes. Il a été marié à Estelle Allen.

## Filmographie partielle

### Années 1910
- 1913 : Heart Throbs de Burton L. King
- 1913 : A Wartime Mother's Sacrifice de Burton L. King
- 1914 : Ginger's Reign de Burton L. King
- 1915 : The Substitute Minister
- 1915 : The Bluffers
- 1915 : The Silver Lining
- 1915 : A Broken Cloud
- 1915 : The Solution to the Mystery
- 1915 : Yes or No[2]
- 1915 : The Red Circle
- 1916 : The Red Circle Matching Dreams[2]
- 1916 : Dollars of Dross de Frank Borzage[2]
- 1916 : The Silken Spider de Frank Borzage[2]
- 1916 : The Code of Honor de Frank Borzage[2]
- 1916 : Wayfarers (1916)[2]
- 1916 : The Counterfeit Earl[3]
- 1916 : The Touch on the Key[2]
- 1916 : Four Months (1916)[2]
- 1916 : The Quicksands of Deceit de Frank Borzage[2]
- 1916 : The Little Troubadour[2]
- 1916 : The Holly House[2]
- 1916 : Enchantment[3]
- 1916 : Atonement[2]
- 1916 : The Gentle Conspiracy de Carl M. Leviness[3]
- 1916 : Jealousy's First Wife[2]
- 1916 : Killed by Whom?[2]
- 1916 : Professor Jeremy's Experiment[2]
- 1916 : Life's Harmony de Frank Borzage et Lorimer Johnston[2]
- 1916 : Time and Tide[2]
- 1916 : A Sanitarium Scramble[2]
- 1916 : Tangled Skeins[2]
- 1916 : The Road to Love[2]
- 1916 : Her Father's Son[2]
- 1916 : Pastures Green[2]
- 1916 : Realization[2]
- 1917 : The Divorcee[2]
- 1917 : The Serpent's Tooth[2]
- 1917 : High Play[2]
- 1917 : Shackles of Truth[2]
- 1917 : When Men are Tempted[4]
- 1917 : The Flaming Omen[4]
- 1917 : Sunlight's Last Raid[4]
- 1917 : Edge Tools[2]
- 1917 : Money Madness[2]
- 1917 : Le soupçon[2]
- 1917 : Princess of the Dark de Charles Miller[2]
- 1918 : Desert Law de Jack Conway[4]
- 1918 : Baree, Son of Kazan
- 1918 : The Sea Flower de Colin Campbell[4]
- 1918 : Tongues of Flames de Colin Campbell[4]
- 1918 : A Gentleman's Agreement[4]
- 1918 : Baree Son of Kazan[4]
- 1918 : The Girl from Beyond[4]
- 1918 : The Home Trail[4]
- 1918 : Cavanaugh of the Forest Rangers[4]
- 1918 : The Wild Strain[4]
- 1919 : The Best Man[4]
- 1919 : The End of the Game[4]
- 1919 : Jouet du Destin[4]

### Années 1920
- 1925 : Pleasure Buyers de Chester Withey
- 1925 : His Majesty, Bunker Bean)
- 1925 : The Wife Who Wasn't Wanted
- 1925 : Three Weeks in Paris
- 1925 : L'inutile sacrifice
- 1925 : The Love Hour de Herman C. Raymaker
- 1926 : A Woman of the Sea de Josef von Sternberg
- 1926 : The Love Toy de Erle C. Kenton
- 1926 : The Night Cry
- 1926 : Exclusive Rights
- 1926 : Sunshine of Paradise Alley
- 1926 : A Women's Heart
- 1926 : Hell-Bent for Heaven
- 1926 : Oh What a Nurse! de Charles Reisner
- 1926 : The Night Cry
- 1926 : His Jazz Bride
- 1927 : The Woman on Trial
- 1927 : Confession
- 1927 : In the First Degree
- 1927 : Too Many Crooks de Fred C. Newmeyer
- 1927 : Backstage
- 1927 : Wolves of the Air
- 1927 : Stolen Pleasure
- 1928 : Sailors' Wives
- 1928 : The Adventurer
- 1929 : Lucky Boy de Norman Taurog et Charles C. Wilson

### Années 1930
- 1930 : Reno de George Crone
- 1931 : Finger Prints
- 1931 : Heroes of the Flames'
- 1931 : Yankee Don
- 1932 : Sinners in the Sun de Alexander Hall
- 1932 : Igloo, narrateur, film documentaire
- 1933 : The Sea, narrateur dans la version anglaise, court-métrage polonais
- 1934 : Art Trouble, court-métrage de Ralph Staub
- 1934 : Abyssinia, narrateur, film documentaire
- 1934 : Born to Die, narrateur, court-métrage éducatif
- 1934 : The Band Plays On
- 1934 : Strange as it Seems 1&2, narrateur, courts-métrages
- 1934 : Inyaah (Jungle Goddess), narrateur
- 1934 : Le Ministère des amusements (Stand Up and Cheer!) de Hamilton MacFadden, voix
- 1934 : The Last Wilderness, narrateur
- 1935 : Beach Masters, narrateur, court-métrage
- 1935 : Popular Science, narrateur, court-métrage
- 1935 : The Old Homestead
- 1935 : Reine de beauté
- 1935 : L'évadée
- 1936 : La légion des damnés (The Texas Rangers) de King Vidor, narrateur
- 1936 : Spendthrift de Raoul Walsh
- 1936 : Pauvre Petite Fille riche (Poor Little Rich Girl) de Irving Cummings
- 1936 : Robin des Bois d'El Dorado (The Robin Hood of El Dorado) de William A. Wellman
- 1936 : The Return of Jimmy Valentine
- 1937 : Le Petit Indien (Little Hiawatha) de David Hand, narrateur, court-métrage d'animation
- 1937 : Une étoile est née (A Star Is Born) de William A. Wellman
- 1938 : Amants (Sweethearts) de W. S. Van Dyke
- 1938 : Smashing the Rackets
- 1939 : Blondie Brings Up Baby
- 1939 : Land of Liberty, narrateur
- 1939 : The Flying Irishman

### Années 1940
- 1940 : L'Appel des Ailes (Flight Command) de Frank Borzage
- 1940 : Misbehaving Husbands de William Beaudine
- 1940 : Double Chance (Lucky Partners) de Lewis Milestone, voix
- 1940 : Adventures of Red Ryder
- 1940 : L'ile des amours (New Moon) de Robert Z. Leonard
- 1940 : In Old Missouri
- 1940 : Cette femme est mienne (I Take This Woman) de W. S. Van Dyke
- 1941 : The Rookie Bear, narrateur, court-métrage d'animation
- 1941 : Duel de Femmes (When Ladies Meet) de Robert Z. Leonard
- 1941 : Parachute Battalion
- 1941 : Paper Bullets
- 1941 : La danseuse des Folies Ziegfeld (Ziegfeld Girl) de Robert Z. Leonard
- 1941 : Un cœur pris au piège (The Lady Eve) de Preston Sturges
- 1941 : Play Girl de Frank Woodruff
- 1941 : Le Célibataire marié (Married Bachelor) de Edward Buzzell
- 1942 : Speaking of Animals in a Pet Shop, narrateur, court-métrage d'animation
- 1942 : Speaking of Animals and Their Families, narrateur, court-métrage
- 1942 : Barney Bear's Victory Garden, narrateur, court-métrage d'animation
- 1942 : Quelque part en France (Reunion in France) de Jules Dassin
- 1942 : Tennessee Johnson de William Dieterle
- 1942 : Phantom Killer
- 1942 : Pacific Rendezvous de George Sidney
- 1942 : Dr. Kildare's Victory
- 1943 : War Dogs, narrateur, court-métrage d'animation
- 1943 : Brief Interval
- 1943 : The Masked Marvel, voix
- 1944 : My Gal Loves Music
- 1944 : My Buddy
- 1944 : Bordertown Trail
- 1944 : L'amour cherche un toit (Standing Room Only) de Sidney Lanfield, voix
- 1944 : Destiny de Reginald Le Borg
- 1945 : Hitchhike to Happiness de Joseph Santley
- 1945 : Le Prix du bonheur  (You Came Along) de John Farrow
- 1945 : Blonde Ransom
- 1945 : Music in the Sky, narrateur, court-métrage
- 1949 : The Sickle or the Cross
- 1949 : Life of St. Paul Series

### Années 1950
- 1950 : The Magnificent Yankee de John Sturges
- 1950 : De minuit à l'aube
- 1950 : Le Chevalier de Bacchus (The Big Hangover) de Norman Krasna
- 1950 : The Killer That Stalked New-York de Earl McEvoy
- 1952 : Strange Fascination
- 1952 : The Story of Will Rogers
- 1952 : Les derniers jours de la nation Apache
- 1952 : Le Chanteur de Jazz (The Jazz Singer) de Michael Curtiz
- 1952 : Big Jim McLain de Edward Ludwig
- 1953 : La Petite Constance (Confidentially Connie) d'Edward Buzzell
- 1953 : La Femme rêvée (Dream Wife) de Sidney Sheldon
- 1953 : One Girl's Confession
- 1953 : Un homme pas comme les autres (Trouble Along the Way) de Michael Curtiz
- 1953 : Meurtre à bord (Dangerous Crossing) de Joseph M. Newman
- 1954 : Seul contre tous
- 1957 : Pour elle un seul homme (The Helen Morgan Story) de Michael Curtiz